# Jørgen Brønlund Fjord
Jørgen Brønlund Fjord är en 50 kilometer lång fjord på nordöstra Grönland som är uppkallad efter den grönländska polarfararen Jørgen Brønlund.
Nära mynningen finns två nedlagda forskningsstationer som anlades av den danske polarforskaren och skulptören Eigil Knuth(dk). På den västra sidan av fjorden ligger Brøndbyhus som grundades 1948 i samband med den första danska Pearylandexpeditionen och användes vid flera  sommarexpeditioner. Personalen flögs dit från Zackenberg på ostkusten. Idag är den  ett museum.
Forskningsstationen Kap Harald Moltke byggdes år 1972 på andra sidan av fjorden vid udden med samma namn och var i drift till Eigil Knuths död 1996.